# Ikast-Brande (obec)
Ikast-Brande Kommune je dánská komuna v regionu Midtjylland. Vznikla roku 2007 po dánských strukturálních reformách. Zaujímá oblast 733,69 km², ve které v roce 2017 žilo 40 981 obyvatel.
Centrem kommune je město Ikast.

## Sídla
V Ikast-Brande Kommune se nachází 14 obcí.
| Sídla       | Obyvatel (2017) |
| ----------- | --------------- |
| Blåhøj      | 379             |
| Bording     | 2 385           |
| Brande      | 7 207           |
| Ejstrupholm | 1 677           |
| Engesvang   | 2 030           |
| Gludsted    | 299             |
| Hampen      | 342             |
| Ikast       | 15 462          |
| Isenvad     | 649             |
| Klovborg    | 551             |
| Nørre Snede | 1 848           |
| Pårup       | 238             |
| Tulstrup    | 620             |
| Uhre        | 260             |